# チェルシー・スミス
チェルシー・スミス（Chelsi Mariam Pearl Smith、1973年8月23日 - 2018年9月8日）は、アメリカ合衆国の女優、歌手、ミスコン女王。1995年、ミスUSA優勝（アフリカ系として3人目）、ミス・ユニバース優勝（アメリカ合衆国代表として6人目、アフリカ系として2人目、アフリカ系アメリカ人として初）。

## 経歴
1973年8月23日、カリフォルニア州サンマテオ郡レッドウッドシティに生まれる。父Craig Smithはアフリカ系の修理工、母Mary Denise Trimbleは白人秘書。彼女が生まれたとき両親は19歳だった。
彼女が2歳になる前に両親は離婚。当時母はアルコール依存症だったため、母方の祖父母BarnieとJeanetteに親権がゆだねられる。7歳のとき、祖父母と共にテキサス州キングウッドに移る。テキサス州ハリス郡ディアパークのハイスクール卒業。在学中、祖父母離婚。
サン・ジャッキント・カレッジ（San Jacinto College）で教育学を学ぶ。

### ページェント
1994年、"Miss South East Texas USA"に選ばれ、"Miss Texas USA"に出場。セミファイナリスト。
1995年、"Miss Galveston County USA"として"Miss Texas USA"に出場。優勝。"Miss Congeniality"も獲得。アフリカ系の女性がMiss Texas USAに選ばれたのは大会史上初である。
1995年2月10日、Miss USA優勝。テキサス州代表として7人目。このとき、大学2年生に在学中。
この後、テレビ番組Wheel of Fortuneに出演。また、ピープルズ・チョイス・アワードの司会を務める。
5月12日、ナミビアで開催されたミス・ユニバース1995で優勝。

### その後
Hawaiian Tropic, Jantzen, Pontiac, Venus Swimwear, Pure Proteinなどのモデルを務める。
テレビではMartin, 騎馬警官, The History of the Bathing Suit(『水着の歴史』。ドキュメンタリー)に出演。歌手としてはプロデューサーDamon Elliottのもと、ファーストシングル"Dom Da Da"と映画『クリスティーナの好きなコト』のサウンドトラックの一部をレコーディング。
2003年、インディペンデント映画"Playas Ball"に出演。テレビ特番"Beyonce: Family and Friends Tour"の共同司会。短編映画"One Flight Stand"に出演。
2006年、"Miss Teen USA"審査員。

2011年、"Influential Multiracial Public Figure award"受賞。
2016年、"Miss Peru"ゲスト審査員。

## 私生活
ミスとしての任期の後、フィットネスコーチのKelly Blairと結婚。ロサンゼルスに移る。後に離婚。
2017年、肝臓がんと診断される。衰弱した彼女は母の故郷ペンシルベニア州ジュニアータ郡ミフリンに移る。2018年9月8日、そこで死去。享年45。